# Coliseo cubierto Juan Viessi
El Coliseo Juan Viessi es un escenario deportivo ubicado en la ciudad de Florencia, capital del Departamento de Caquetá, al suroccidente de Colombia. Tiene una capacidad aproximada de dos mil espectadores. Se localiza al sur de la ciudad, sobre la Avenida Paseo de los Fundadores en la salida hacia el Aeropuerto Gustavo Artunduaga.
Fue nombrado en honor al Padre Juan Viessi, misionero consolato apasionado por el deporte, quien apoyó su construcción, tal como haría con el Estadio Alberto Buitrago Hoyos.  Actualmente es utilizado para la realización de eventos deportivos, y en menor grado, de eventos sociales.